# Дубровинський сільський округ
Дубро́винський сільський округ (каз. Дубровное ауылдық округі, рос. Дубровинский сельский округ) — адміністративна одиниця у складі Мамлютського району Північноказахстанської області Казахстану. Адміністративний центр — село Дубровне.
Населення — 1355 осіб (2021; 1725 у 2009, 2469 у 1999, 2934 у 1989).
Станом на 1989 рік існували Дубровинська сільська рада (села Дубровне, Новодубровне, Пчелино) та Михайловська сільська рада (село Михайловка).

## Склад
До складу округу входять такі населені пункти:
| Населений пункт    | Старі назви | Населення, осіб (1989) | Населення, осіб (1999) | Населення, осіб (2009) | Населення, осіб (2021) |
| ------------------ | ----------- | ---------------------- | ---------------------- | ---------------------- | ---------------------- |
| Дубровне, село     | -           | 1303                   | 1096                   | 781                    | 690                    |
| Михайловка, село   | -           | 1062                   | 830                    | 615                    | 448                    |
| Новодубровне, село | -           | 362                    | 372                    | 234                    | 163                    |
| Пчелино, село      | -           | 207                    | 171                    | 95                     | 54                     |